# Simaxis
Simaxis (sardisk: Simàghis) er en by og en kommune (comune) i provinsen Oristano i regionen Sardinien i Italien. Byen ligger i 7 meters højde og har 2.243 indbyggere (2016). Kommunen har et areal på 27,82 km² og grænser til kommunerne Ollastra, Oristano, Siamanna, Siapiccia, Solarussa og Zerfaliu.